# Josh Prenot
Josh Prenot (Sedalia, 28 luglio 1993) è un nuotatore statunitense, vincitore di una medaglia d'argento ai Giochi olimpici di Rio de Janeiro 2016.

## Palmarès
- Olimpiadi

Rio de Janeiro 2016: argento nei 200m rana.
- Mondiali in vasca corta

Hangzhou 2018: argento nei 200m misti.
- Universiadi

Gwangju 2015: oro nei 200m rana e nei 200m misti e argento nei 400m misti.

## International Swimming League
| Stagione 2019 | Stagione 2020 |
| ------------- | ------------- |
| LA Current    | LA Current    |